# Saint-Michel-Tubœuf
Pour les articles homonymes, voir Saint-Michel.
Saint-Michel-Tubœuf (ou Saint-Michel-Thubeuf) est une commune française, située dans le département de l'Orne en région Normandie, peuplée de 576 habitants.

## Géographie
| Saint-Sulpice-sur-Risle    | Saint-Sulpice-sur-Risle | Saint-Sulpice-sur-Risle |
| L'Aigle (sur environ 30 m) | Saint-Michel-Tubœuf     | Chandai                 |
| Saint-Ouen-sur-Iton        | Saint-Ouen-sur-Iton     | Saint-Ouen-sur-Iton     |

### Hydrographie
La commune est située dans le bassin Seine-Normandie. Elle est drainée par le Rouloir et l'Iton,,.
Le Rouloir, d'une longueur de 49 km, prend sa source dans la commune de Saint-Ouen-sur-Iton et se jette  dans un bras de l'Iton à Glisolles, après avoir traversé 15 communes. 
Deux plans d'eau complètent le réseau hydrographique : le plan d'eau 1 de la commune de Saint-Michel-Tuboeuf, d'une superficie totale de 0,6 ha (0,47 ha sur la commune) et le plan d'eau 2 de la commune de Saint-Michel-Tuboeuf (0,87 ha),.

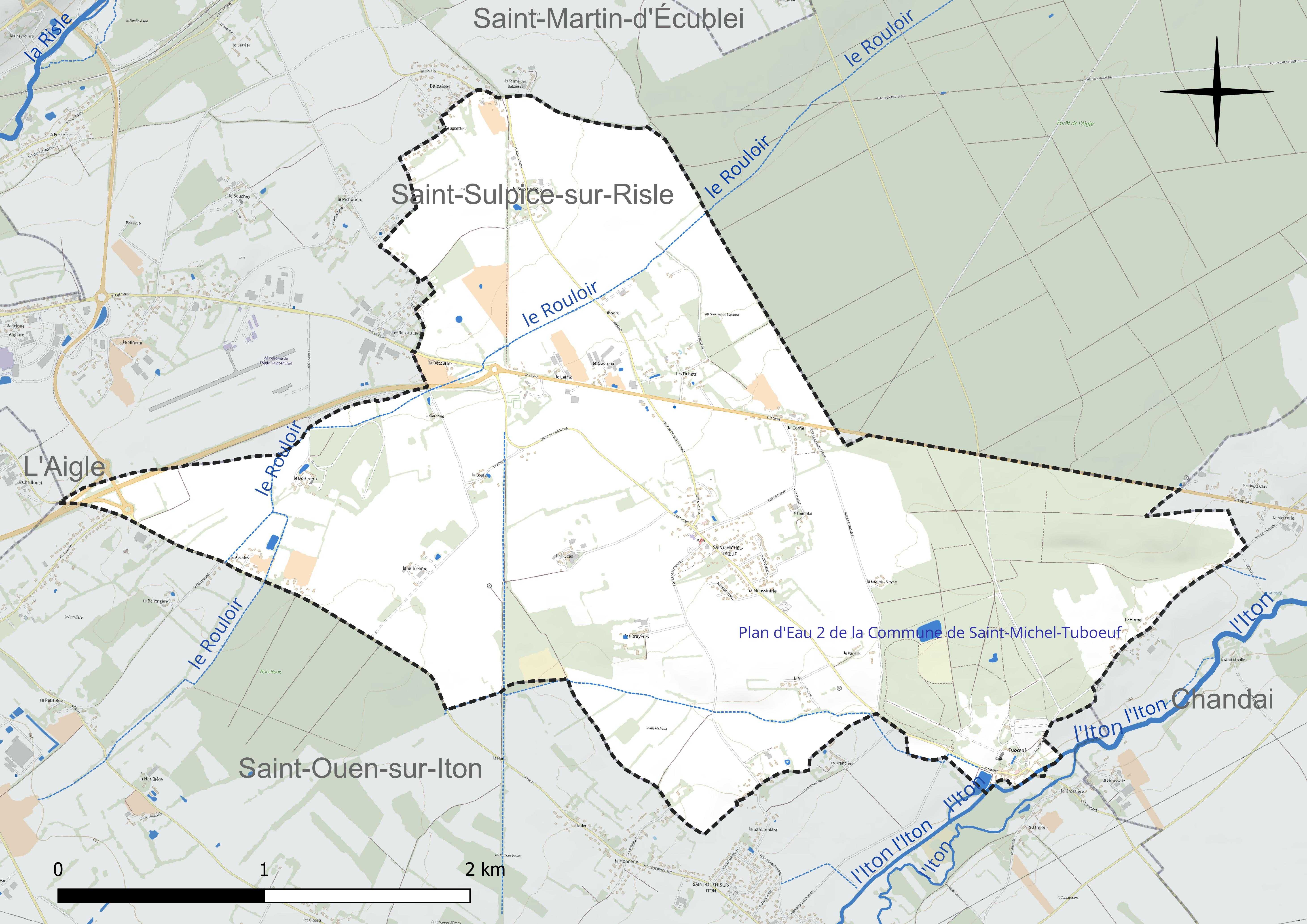
Réseau hydrographique de Saint-Michel-Tubœuf.

### Climat
Pour des articles plus généraux, voir Climat de la Normandie et Climat de l'Orne.
En 2010, le climat de la commune est de type climat océanique dégradé des plaines du Centre et du Nord, selon une étude du CNRS s'appuyant sur une série de données couvrant la période 1971-2000. En 2020, Météo-France publie une typologie des climats de la France métropolitaine dans laquelle la commune est dans une zone de transition entre le climat océanique et le climat océanique altéré et est dans la région climatique Normandie (Cotentin, Orne), caractérisée par une pluviométrie relativement élevée (850 mm/a) et un été frais (15,5 °C) et venté. Parallèlement le GIEC normand, un groupe régional d’experts sur le climat, différencie quant à lui, dans une étude de 2020, trois grands types de climats pour la région Normandie, nuancés à une échelle plus fine par les facteurs géographiques locaux. La commune est, selon ce zonage, exposée à un « climat contrasté des collines », correspondant au Pays d'Ouche et au Perche et bénéficiant d’un caractère continental affirmé avec des précipitations atténuées et des amplitudes thermiques fortes.
Pour la période 1971-2000, la température annuelle moyenne est de 10,1 °C, avec une amplitude thermique annuelle de 14,4 °C. Le cumul annuel moyen de précipitations est de 768 mm, avec 12 jours de précipitations en janvier et 8,2 jours en juillet. Pour la période 1991-2020, la température moyenne annuelle observée sur la station météorologique la plus proche, située sur la commune de L'Aigle à 5 km à vol d'oiseau, est de 10,6 °C et le cumul annuel moyen de précipitations est de 729,7 mm,. Pour l'avenir, les paramètres climatiques de la commune estimés pour 2050 selon différents scénarios d’émission de gaz à effet de serre sont consultables sur un site dédié publié par Météo-France en novembre 2022.

## Urbanisme

### Typologie
Au 1er janvier 2024, Saint-Michel-Tubœuf est catégorisée commune rurale à habitat dispersé, selon la nouvelle grille communale de densité à sept niveaux définie par l'Insee en 2022.
Elle est située hors unité urbaine. Par ailleurs la commune fait partie de l'aire d'attraction de L'Aigle, dont elle est une commune de la couronne,. Cette aire, qui regroupe 32 communes, est catégorisée dans les aires de moins de 50 000 habitants,.

### Occupation des sols
L'occupation des sols de la commune, telle qu'elle ressort de la base de données européenne d’occupation biophysique des sols Corine Land Cover (CLC), est marquée par l'importance des territoires agricoles (80,9 % en 2018), en diminution par rapport à 1990 (82,7 %). La répartition détaillée en 2018 est la suivante : 
terres arables (51,1 %), zones agricoles hétérogènes (25,6 %), forêts (16,3 %), prairies (4,2 %), zones urbanisées (2,6 %), zones industrielles ou commerciales et réseaux de communication (0,2 %). L'évolution de l’occupation des sols de la commune et de ses infrastructures peut être observée sur les différentes représentations cartographiques du territoire : la carte de Cassini (XVIIIe siècle), la carte d'état-major (1820-1866) et les cartes ou photos aériennes de l'IGN pour la période actuelle (1950 à aujourd'hui).

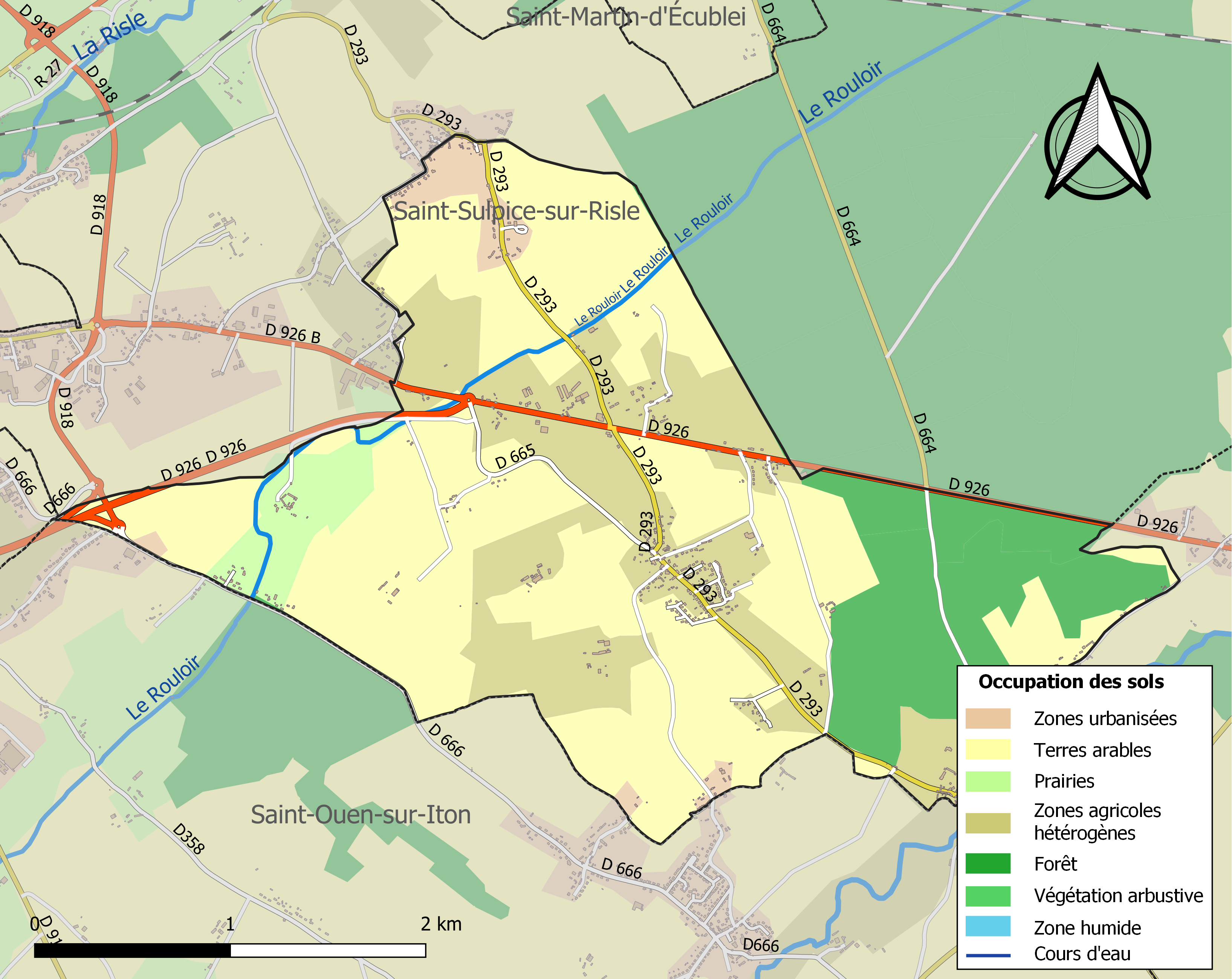
Carte des infrastructures et de l'occupation des sols de la commune en 2018 (CLC).

## Toponymie
Le nom de la localité est attesté sous les formes Sanctus Michael de Foresta en 1155[réf. nécessaire], Saint-Michel-la-Forêt en 1801, Saint-Michel-Tuboeuf en 1965.
Saint-Michel fait référence à l'archange Michel.
Saint-Michel-la-Forêt devient Saint-Michel-Tubœuf à la suite de sa fusion avec Tubœuf le 27 février 1965.
Tubœuf : composé verbal avec le verbe « tuer », métaphore désignant un abattoir cf. Matabiau (Haute-Garonne, Toulouse).

## Histoire
En 1845 : Saint-Michel-la-Forêt (351 habitants en 1841) absorbe une partie de la commune du Buat (134 habitants), l'autre partie étant annexée par Saint-Ouen-sur-Iton. Le 27 février 1965, Tubœuf (128 habitants en 1962) est réunie à Saint-Michel-la-Forêt (220 habitants) qui prend le nom de Saint-Michel-Tubœuf.

## Politique et administration
| Période                                  | Période   | Identité                 | Étiquette | Qualité                                                 |
| ---------------------------------------- | --------- | ------------------------ | --------- | ------------------------------------------------------- |
| 1794                                     | 1799      | Jean Hervieu             |           |                                                         |
| 1799                                     | 1804      | Monsieur Garnier         |           |                                                         |
| 1804                                     | 1813      | Denis Plet               |           |                                                         |
| 1813                                     | 1818      | Pierre-Charles Guillemin |           |                                                         |
| 1818                                     | 1825      | Jacques-François Osmont  |           |                                                         |
| 1825                                     | 1832      | François Guillemin       |           |                                                         |
| 1832                                     | 1848      | Louis-Auguste Pousset    |           |                                                         |
| 1848                                     | 1872      | Louis-Jacques Lemaître   |           |                                                         |
| 1872                                     | 1874      | Monsieur Louis           |           |                                                         |
| 1874                                     | 1894      | Louis-Auguste Lemaître   |           |                                                         |
| 1894                                     | 1903      | Alfred Deschamps         |           | Gendre de Jacques-François Osmont, maire de 1818 à 1825 |
| 1903                                     | 1919      | Alfred Marre             |           |                                                         |
| 1919                                     | 1920      | Jacques Girard           |           |                                                         |
| 1920                                     | 1929      | Eugène Carpe             |           |                                                         |
| 1929                                     | 1942      | Arthur Filleul           |           |                                                         |
| 1942                                     | 1953      | Marcel Carpe             |           |                                                         |
| 1953                                     | 1959      | Lucienne Lerebourg       |           |                                                         |
| 1959                                     | 1965      | Marcel Carpe             |           |                                                         |
| 1971                                     | 1983      | André Rassant            | UDR       | Inséminateur                                            |
| 1989                                     | mars 2008 | Claude Guyet             |           |                                                         |
| mars 2008                                | En cours  | Christophe Pottier       | SE        | Adjoint technique                                       |
| Les données manquantes sont à compléter. |           |                          |           |                                                         |

Le conseil municipal est composé de quinze membres dont le maire et trois adjoints.

## Démographie
L'évolution du nombre d'habitants est connue à travers les recensements de la population effectués dans la commune depuis 1793. Pour les communes de moins de 10 000 habitants, une enquête de recensement portant sur toute la population est réalisée tous les cinq ans, les populations de référence des années intermédiaires étant quant à elles estimées par interpolation ou extrapolation. Pour la commune, le premier recensement exhaustif entrant dans le cadre du nouveau dispositif a été réalisé en 2005.
En 2022, la commune comptait 576 habitants, en évolution de −9,29 % par rapport à 2016 (Orne : −3,21 %, France hors Mayotte : +2,11 %).
| 1793 | 1800 | 1806 | 1821 | 1836 | 1841 | 1846 | 1851 | 1856 |
| ---- | ---- | ---- | ---- | ---- | ---- | ---- | ---- | ---- |
| 400  | 382  | 401  | 390  | 362  | 351  | 331  | 348  | 322  |

| 1861 | 1866 | 1872 | 1876 | 1881 | 1886 | 1891 | 1896 | 1901 |
| ---- | ---- | ---- | ---- | ---- | ---- | ---- | ---- | ---- |
| 308  | 306  | 280  | 264  | 282  | 266  | 274  | 233  | 256  |

| 1906 | 1911 | 1921 | 1926 | 1931 | 1936 | 1946 | 1954 | 1962 |
| ---- | ---- | ---- | ---- | ---- | ---- | ---- | ---- | ---- |
| 287  | 286  | 234  | 262  | 264  | 270  | 254  | 229  | 220  |

| 1968 | 1975 | 1982 | 1990 | 1999 | 2005 | 2006 | 2010 | 2015 |
| ---- | ---- | ---- | ---- | ---- | ---- | ---- | ---- | ---- |
| 334  | 413  | 527  | 543  | 533  | 593  | 598  | 551  | 625  |

| 2020 | 2022 | - | - | - | - | - | - | - |
| ---- | ---- | - | - | - | - | - | - | - |
| 589  | 576  | - | - | - | - | - | - | - |

| 1793 | 1800 | 1806 | 1821 | 1831 | 1836 | 1841 | 1846 | 1851 |
| ---- | ---- | ---- | ---- | ---- | ---- | ---- | ---- | ---- |
| 180  | 206  | 216  | 208  | abs. | 176  | 201  | 194  | 166  |

| 1856 | 1861 | 1866 | 1872 | 1876 | 1881 | 1886 | 1891 | 1896 |
| ---- | ---- | ---- | ---- | ---- | ---- | ---- | ---- | ---- |
| 162  | 158  | 150  | 119  | 140  | 115  | 114  | 143  | 111  |

| 1901 | 1906 | 1911 | 1921 | 1926 | 1931 | 1936 | 1946 | 1954 |
| ---- | ---- | ---- | ---- | ---- | ---- | ---- | ---- | ---- |
| 106  | 123  | 132  | 115  | 108  | 125  | 135  | 121  | 110  |

| 1962 | - | - | - | - | - | - | - | - |
| ---- | - | - | - | - | - | - | - | - |
| 128  | - | - | - | - | - | - | - | - |

## Lieux et monuments
- Château de Tubœuf de 1646, classé au titre des monuments historiques[28].
- Le parc du domaine, XVIIe et XIXe siècles, remarqué pour ses orangerie, mur de clôture, jardin potager et clôture de jardin[29].
- Église Saint-Michel du XVIIe siècle.
- Église Saint-Léonard de Tubœuf.
- Monument aux morts.
- Vestiges de la tour du télégraphe Chappe[30], de 1798, dite « tour du Buat », sur le circuit de randonnée n° 5, du Pays d’Ouche Nord, à La Bulnelière. C'est une tour carrée d’une hauteur de dix-neuf mètres, construite en matériaux locaux : silex recouvert d’un enduit à la chaux, avec des chaînages de briques roses. La toiture, à laquelle était fixé le mécanisme, a disparu. Il manque en effet les bras articulés dont les associations espèrent la restitution dans le cadre d'un programme général de restauration d'un authentique télégraphe Chappe[31]. En raison de leur intérêt historique, ces vestiges sont inscrits au titre des monuments historiques par arrêté du 20 novembre 1992[32].
- Moulin à farine[33].

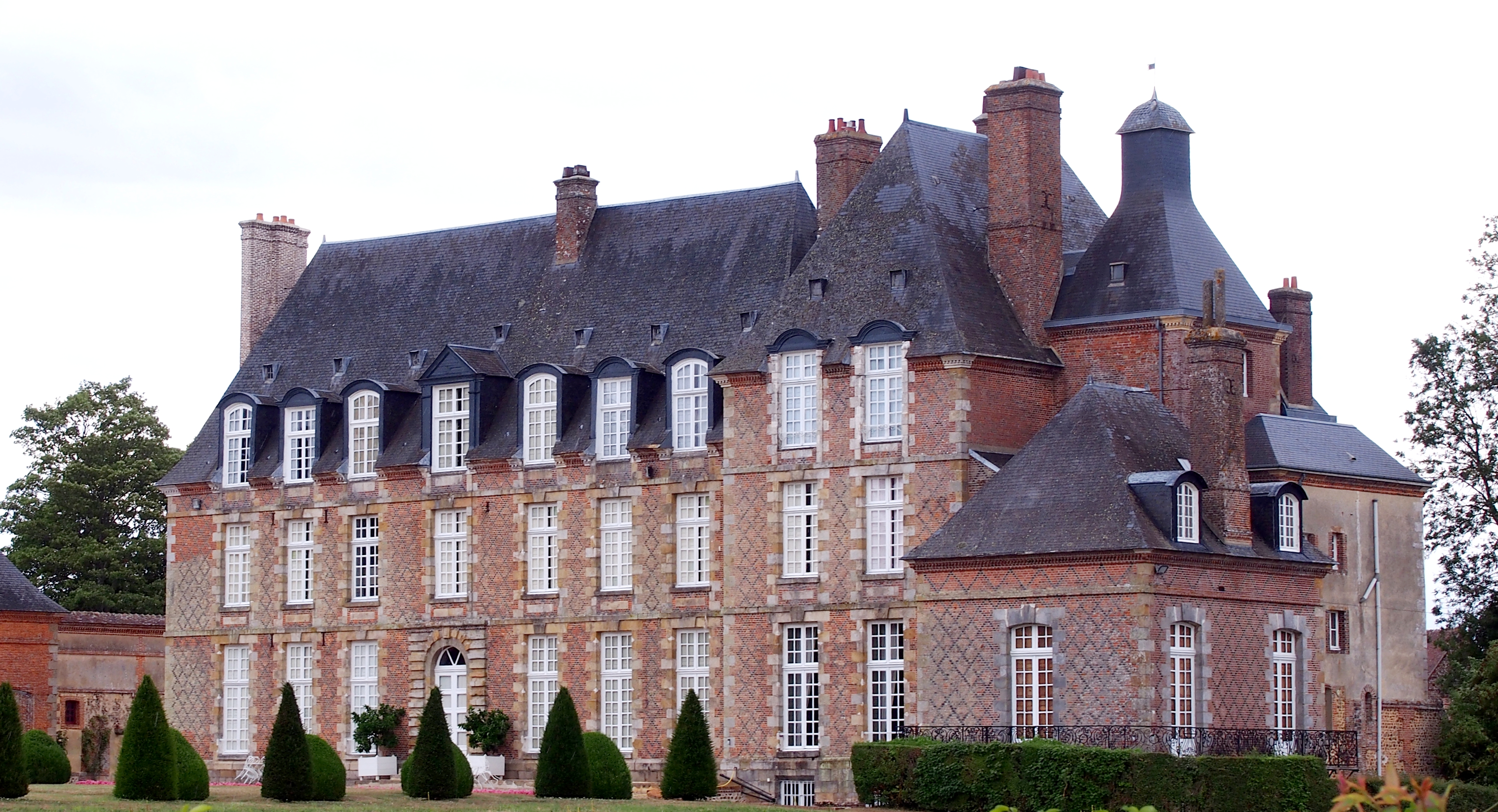
Le château de Tubœuf.
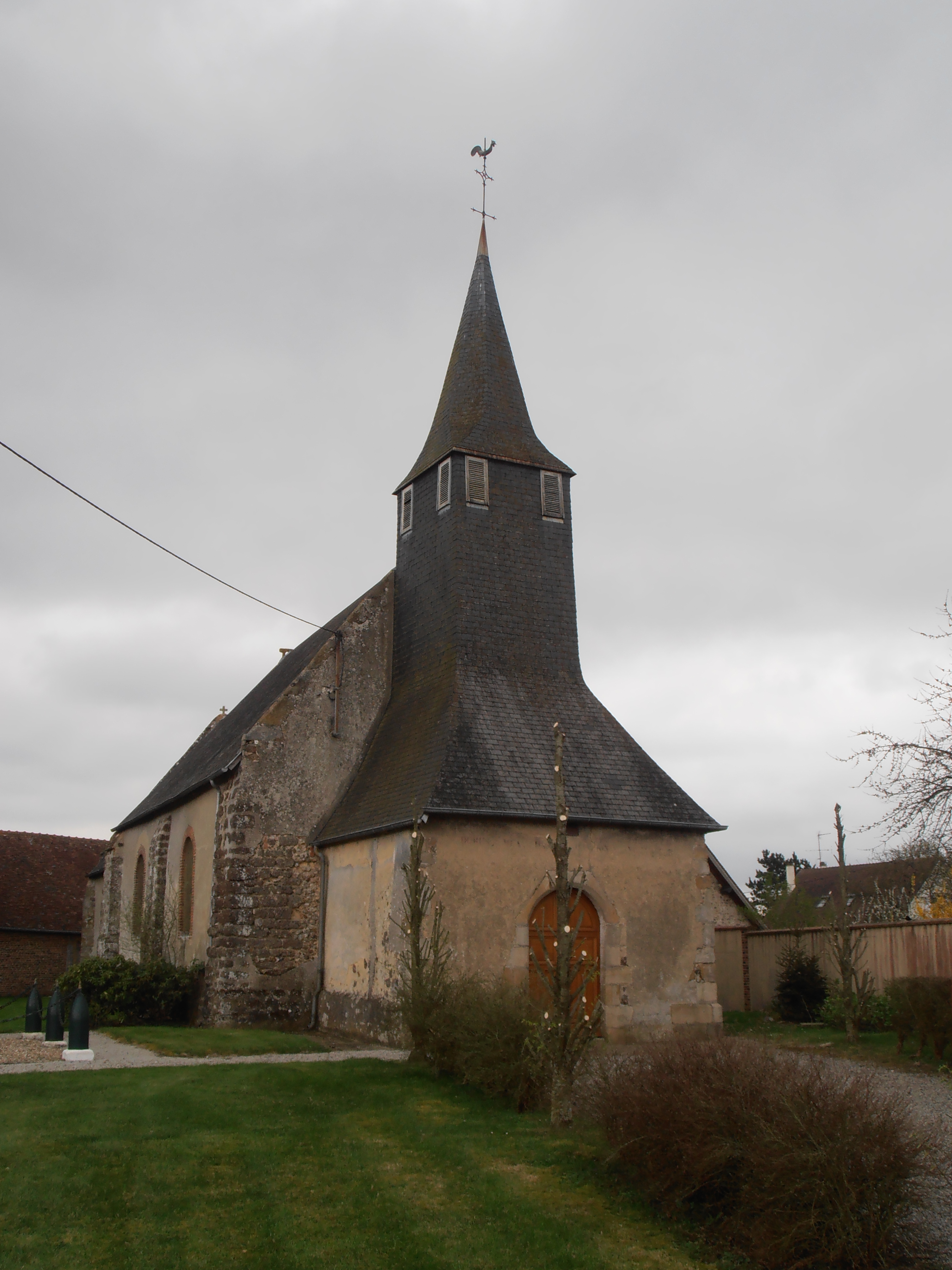
L'église Saint-Michel.
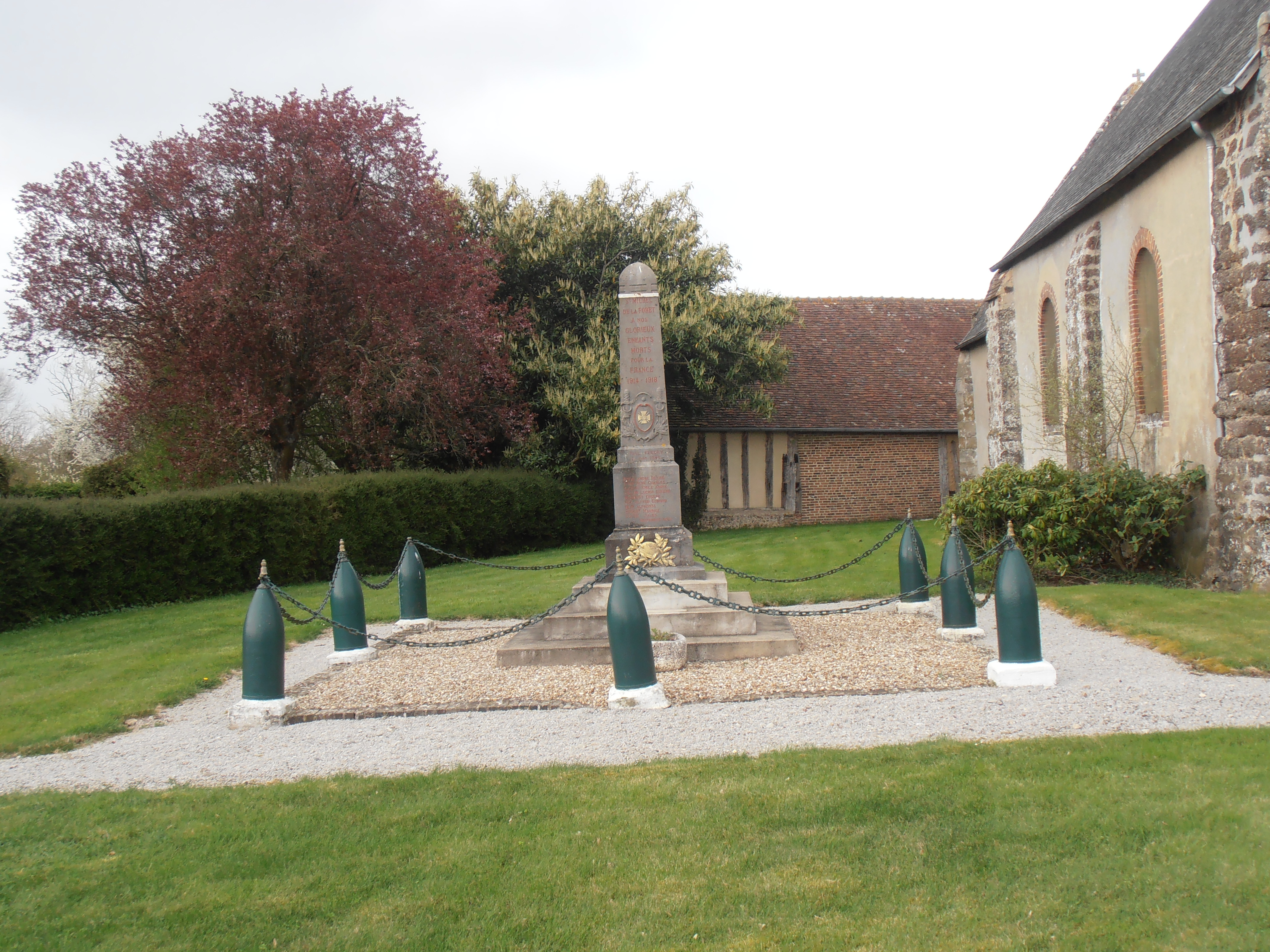
Le monument aux morts.
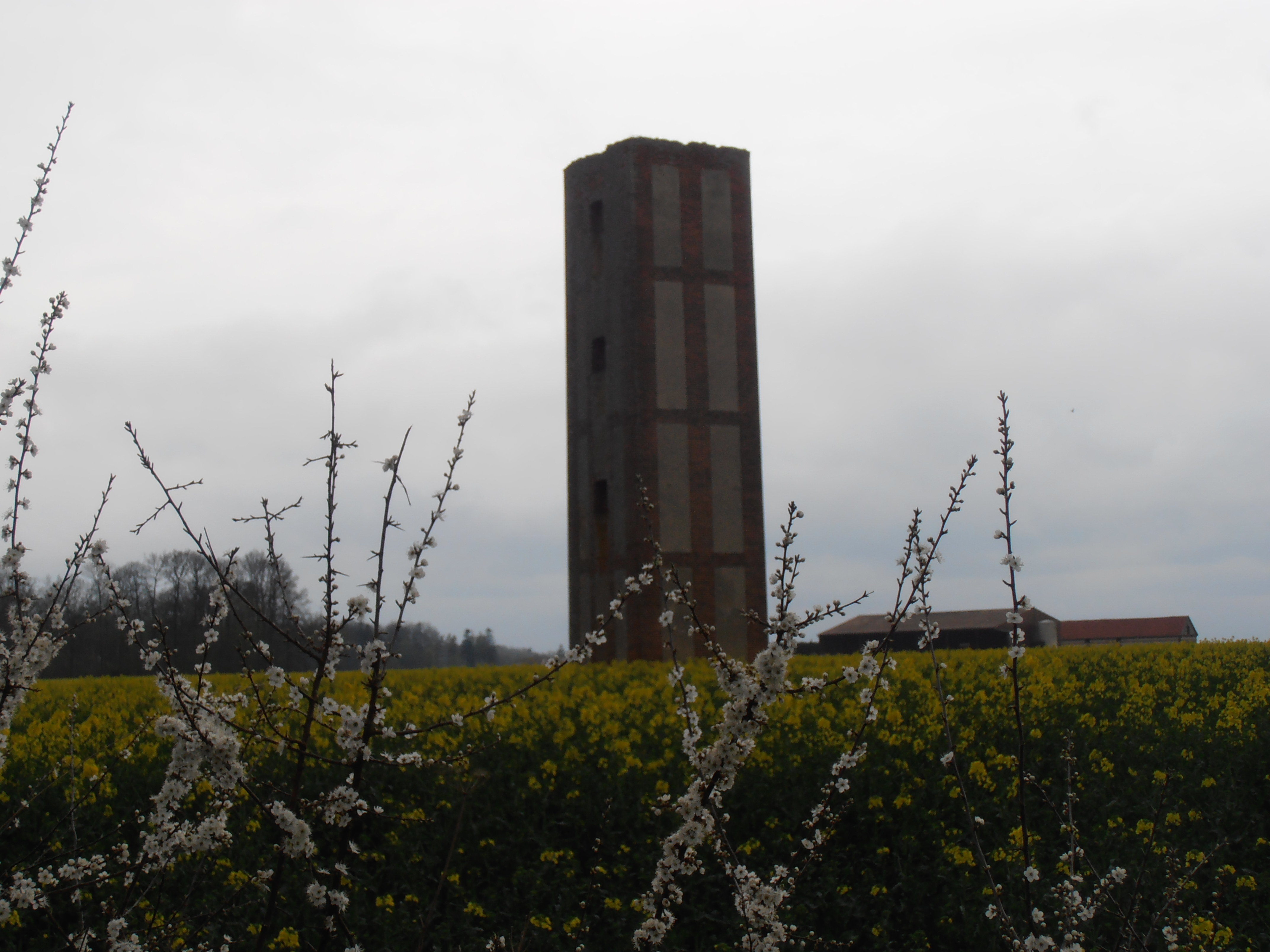
La tour du télégraphe Chappe, dite « tour du Buat ».

## Personnalités liées à la commune
- Eugène Pirou (1841-1909), photographe et cinéaste né à Thubœuf.
- Françoise Gastebois, femme politique née en 1944 à Saint-Michel-la-Forêt.
- Marc Alric vit au monastère orthodoxe situé sur la commune, qu'il dirige par ailleurs.